# Aeroportul Hudson Bay
Aeroportul Hudson Bay (IATA: YHB, ICAO: CYHB) este un aeroport din Saskatchewan, Canada. Aeroportul a fost tranzitat în 2020 de 0 pasageri.
Situat la o altitudine de 359 m, aeroportul dispune de o singură pistă. Este operat de Ministry of Highways and Infrastructure⁠(d).